# Au milieu des sollicitudes
Au milieu des sollicitudes (en español, En medio de las solicitudes) es la cuadragésima primera encíclica de León XIII, fechada el 16 de febrero de 1892 y publicada en el Acta Sanctae Sede en francés y en latín. Dirigida al  Episcopado y los fieles católicos de Francia, viene encabezada con el vocativo: Venerables hermanos y queridísimos hijos

## Contexto y mensaje
Con esta encíclica, León XIII, retomando temas ya expresados en la Nobilissima Gallorum gens de 1884, proponía un acercamiento de los católicos franceses a la Tercera República francesa. La victoria de los republicanos moderados en 1889, quienes consideraban peligrosa para la República una ruptura abierta con la Iglesia, y la evolución de algunos diputados católicos hacia la aceptación del gobierno republicano, favorecieron un acercamiento entre Francia y la Santa Sede.
Gran parte del clero y de los fieles católicos franceses eran hostiles a la República y permanecían unidos a la Monarquía por tradición familiar, por sentimientos o por lealtad, aumentando así el resentimiento de los republicanos que acusaban a los católicos de poco sentido del Estado.
León XIII creyó que había llegado el momento de empujar a los católicos franceses a renunciar a la idea de poder restaurar una Monarquía cristiana y, a través del ralliement (literalmente, realineamiento), propuso la aceptación de la constitución republicana. La encíclica tenía como objetivo transmitir al episcopado y a todos los católicos franceses esta actitud e invitar sin ambigüedades a los católicos franceses a aceptar la constitución republicana, sin perjuicio de que, a través de los cauces que proporcionaba la república, procurasen modificar aquellos aspectos de la legislación que considerasen perjudiciales para su vida cristiana,

## Contenido de la encíclica
Au milieu des sollicitudes de l’Église universelle, bien des fois dans le cours de Notre Pontificat Nous Nous sommes plu à témoigner de Notre affection pour la France et pour son noble peuple. Et Nous avons voulu, par une de nos Encycliques encore présente à la mémoire de tous, dire solennellement, sur ce sujet, tout le fond de Notre âme.
En medio de la solicitud de la Iglesia universal, muchas veces a lo largo de Nuestro Pontificado nos ha complacido testimoniar Nuestro afecto por Francia y por su noble pueblo. Y hemos querido, por una de nuestras Encíclicas todavía presente en la memoria de todos, mostrar solemnemente, sobre este tema, todo  el fondo de Nuestra alma.

Con este afectuoso inicio, León XIII pasa a manifestar su dolor por los ataques a la religión que presentan los enemigos de la Iglesia, pero también el consuelo que recibe al comprobar la unión y afecto del pueblo francés hacia la Santa Sede. Ante esta situación el papa considera necesario

Volver a alzar nuestras voces, para exhortar más enérgicamente, Diremos no solo a los católicos, sino a todos los franceses honestos y sensatos a alejar de ellos cualquier germen de desacuerdos políticos, en para dedicar sus fuerzas únicamente a la pacificación de su patria. Esta pacificación, todos entienden el precio; todos, cada vez más, la piden con sus deseos, y Nosotros, que la deseamos más que nadie, puesto que Nosotros representamos en la tierra al Dios de la paz.

Recuerda también una verdad, que es reconocida por todos los hombres de buena voluntad: el sentimiento religioso proporciona un sólido fundamento para la sociedad y facilita la necesaria paz social. En los católicos franceses ese sentimiento religioso debe ser más profundo, pues profesan la religión verdadera y, por esto mismo, es necesario que con toda solicitud se esfuercen por conservarla, no pudiendo permitirse ni la indolencia en la acción, ni la discusión de partidos. En este marco el papa señala

una calumnia astutamente difundida, para acreditar contra los católicos y contra la misma Santa Sede imputaciones odiosas. — Se pretende que la comprensión y el vigor de acción inculcados a los católicos para la defensa de su fe tienen, como motivo secreto, mucho menos la salvaguardia de los intereses religiosos que la ambición de asegurar a la Iglesia un dominio político sobre el mundo

Se trata de una calumnia antigua, que ya fue formulada contra Cristo en su juicio ante Pilatos; y que se ha repetido a lo largo de la historia. A ella, hay que responder como siempre se ha hecho, buscando solo la gloria de Dios y de la Iglesia. Por lo demás, es clara la enseñanza, ya expuesta por San Pablo, de respeto al poder constituido, y el deber de rezar por los que gobiernan.
El papa es consciente de la objeción que ante esta actitud puede surgir entre los católicos franceses, al considerar que la república francesa está animada por sentimientos anticristianos; una circunstancia que da lugar a divergencias en el modo de actuar de los católicos. Por ello considera necesario hacer notar la distinción que hay entre los poderes constituidos y la legislación: respetar el poder constituido no supone que deba aceptarse una legislación inicua y anticristiana. Al contrario

este es precisamente el terreno sobre el cual, desterrando toda disidencia política, la gente buena debe unirse como un solo hombre, para luchar, por todos los medios legales y honestos, contra esta legislación

Concluye la encíclica refiriéndose a dos cuestiones que se presentan en la vida pública francesa: la actitud ante el concordato vigente, y las propuestas de separación de la iglesia y el Estado.
Ante el concordato algunos desean su derogación, lo que les daría absoluta libertad de actuar contra la Iglesia; otros desean manteniendo, pero sin asumir los deberes que estipula para el Estado, gozando, sin embargo, de las concesiones de la Iglesia al Estado que contempla. No se sabe cuál de estas posturas prevalecerá, en todo caso resolver esta cuestión corresponde a la Santa Sede, por lo que el papa pide que no dé lugar a discusión entre los católicos.
En cuanto a la separación de la Iglesia y el Estado, el papa considera que aunque en algunos países esta procedimiento a proporcionado a la Iglesia la libertad de actuar según el derecho de todos los ciudadanos, no es una solución adecuada para Francia, por lo que los católicos deben evitar cuidadosamente cualquier apoyo a esta separación.

## La recepción de la encíclica
No fue fácil y unánime la recepción de la encíclica por parte de los católicos franceses. Los cardenales franceses se dirigieron al papa, en unión con todo el episcopado francés agradeciendo la publicación de la encíclica y  mostrando su adhesión, León XIII, les respondió (3 de mayo de 1892) confirmando las indicaciones que contenía la encíclica, e insistiendo en que debía "Acepten la República, esto es, el poder constituido y existente entre vosotros; respetarlo; estar sujeto a él como representante del poder venido de Dios", sin que esto suponga aceptar la legislación en aquellos aspectos en que esta se opone a la ley de Dios y de la Iglesia, en estos casos los católicos deben desplegar su actividad e influencia para inducir a los gobiernos a cambiar las leyes inicuas. 
En esta carta el papa ya hace notar que no todos lo católicos han comprendido este mensaje; de hecho hubo sectores que no lo aceptaron. Por otra parte las circunstancias políticas, la pérdida del poder por los republicanos moderados, y las repercusiones del asunto Deyfrus, en el que el periódico La Croix, y con él parte de los católicos, se mostró a favor de su condena. Estas circunstancias hicieron que el trabajo de concentración no tuviese los efectos deseados y provocó la escisión y el consiguiente debilitamiento político de los católicos, la mayoría de ellos permanecieron fieles a la tradición monárquica y luego dieron su apoyo a la Action française. El resultado de esta política sería una legislación secularista que culminaría en la ley de separación de 1905.